# Mbarara (district)
Mbarara is een district van Oeganda. Hoofdplaats is de gelijknamige stad Mbarara. Mbarara telde in 2020 naar schatting 390.700 inwoners.
In 2005 werd het district opgedeeld in verschillende nieuwe districten.

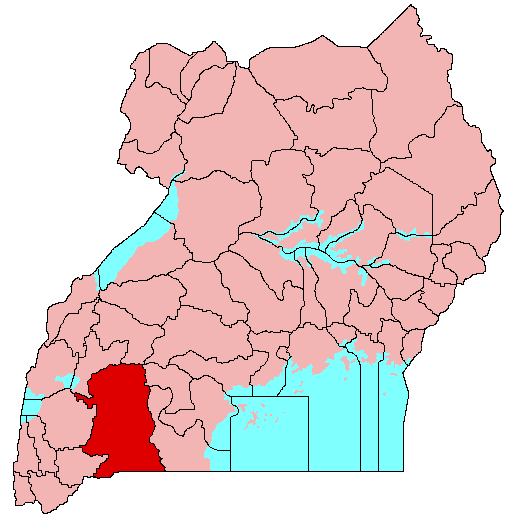
Het district voor het in 2005 werd opgesplitst